# Максимилиан Франц Австрийский
Максимилиан Франц Австрийский (нем. Maximilian Franz von Österreich; 8 декабря 1756[…], Вена — 27 июля 1801[…], Вена) — великий магистр Тевтонского ордена (1780—1801), архиепископ Кёльна, последний архиепископ-курфюрст кёльнский (1784—1801).

## Биография

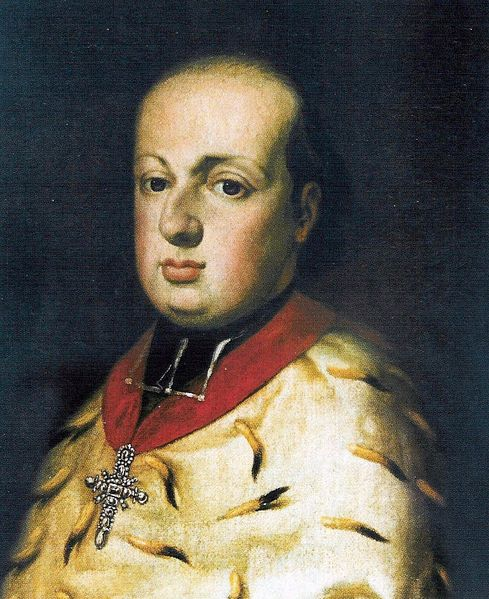
Портрет Максимилиана Франца кисти неизвестного художника.

Младший сын императрицы Марии-Терезии и Франца Лотарингского.
Несмотря на противодействие Фридриха Великого, был избран в 1784 году курфюрстом-архиепископом Кёльнским и князем-епископом Мюнстерским; своим просвещенным и бережливым управлением оказал курфюршеству немалые услуги.
Боннскую академию он в 1786 году преобразовал в университет. После занятия Бонна французами в 1797 году курфюрст покинул страну и жил в Австрии.